# Hesperornithoides
Hesperornithoides ("západní tvor s ptačím tvarem") byl rod malého masožravého teropodního dinosaura z čeledi Troodontidae, který žil asi před 150 miliony let (geologický stupeň tithon) na území dnešního Wyomingu (USA).

## Popis
Při délce holotypu kolem 89 cm představoval tento teropod velmi malého dravého dinosaura. Na jeho kostře bylo objeveno velké množství anatomických znaků, dnes známých pouze u ptáků. Plně dorostlý exemplář mohl být mírně větší, pravděpodobně však výrazně nepřekonával velikostní hranici 1 metru.

## Historie objevu
Fosilie tohoto pozdně jurského dinosaura (holotyp s kat. ozn. WYDICE-DML-001) byly objeveny v roce 2001 v usazeninách souvrství Morrison v centrálním Wyomingu, a to ve stejném lomu jako obří exemplář sauropoda druhu Supersaurus vivianae (s přezdívkou "Jimbo"). Nový teropod obdržel přezdívku "Lori" a poprvé o něm bylo v paleontologické komunitě referováno v roce 2003, o dva roky později byla provedena také první fylogenetická analýza fosilií. Formálně byl typový druh H. miessleri popsán v červenci roku 2019.

## Zařazení
Hesperornithoides byl podle provedené fylogenetické analýzy zástupcem čeledi Troodontidae a vytvářel společný klad s rody Daliansaurus, Xixiasaurus a Sinusonasus.